# Метилен
Метиле́н — простейший карбен, бесцветный газ, формула которого СН2 сходна с формулой углеводородов ряда алкенов. Несмотря на то, что метилен был предсказан ещё в 30-х годах XX века, его существование было доказано лишь в 1959 году спектральными методами исследований.
Метилен может быть получен из диазометана или кетена, разлагающихся под действием УФ-излучения на метилен, а также азот (N2) или монооксид углерода, соответственно.
Поскольку в молекуле метилена один атом углерода, в нём нет двойной связи как в алкенах, его относят к карбенам. Обладает чрезвычайной химической активностью. Может находиться в синглетной (свободные электроны спарены) или триплетной (свободные электроны не спарены) форме, которые отличаются как геометрией, так и химическими свойствами. В триплетной форме является бирадикалом.
В свободном виде обнаружен только в составе комет.